# جانشینی (فصل ۱)
فصل اول مجموعه تلویزیونی کمدی درام آمریکایی جانشینی در ۳ ژوئن ۲۰۱۸ از اچ‌بی‌او پخش شد. سازنده سریال جسی آرمسترانگ به عنوان مجری برنامه در این فصل فعالیت می‌کند. داستان این سریال دربارهٔ خانواده روی، صاحبان شرکت جهانی رسانه و سرگرمی ویستار رویکو، و مبارزه آنها برای کنترل شرکت در میان عدم اطمینان در مورد سلامت پدر خانواده است.
در ژوئن ۲۰۱۶، اچ‌بی‌او اجازه ساخت قسمت آزمایشی را داد تا توسط آرمسترانگ نوشته شود و توسط تهیه‌کننده اجرایی آدام مک‌کی کارگردانی شود و در اواخر سال ۲۰۱۶ فیلم‌برداری شد. این سریال در مه ۲۰۱۷ برای سفارش فصلی چراغ سبز شد، که فیلمبرداری آن در اکتبر ۲۰۱۷ آغاز شد، و در اوایل سال ۲۰۱۸ به پایان رسید. این فیلم نامزد پنج جایزه
امی ساعات پربیننده شد و برنده بهترین نویسندگی برای یک سریال درام برای قسمت «هیچ‌کس دلتنگ نیست» شد.

## بازیگران و شخصیت‌ها

### اصلی
- هیام عباس در نقش مارسیا روی
- نیکولاس براون در نقش گرگ هیرش
- برایان کاکس در نقش لوگان روی
- کیرن کالکین در نقش رومن روی
- پیتر فریدمن در نقش فرانک ورنون
- ناتالی گلد در نقش راوا روی
- متیو مک‌فادین در نقش تام وامبسگانز
- آلن راک در نقش کانر روی
- سارا اسنوک در نقش شیو روی
- جرمی استرانگ در نقش کندال روی
- راب یانگ در نقش لارنس یی

## قسمت‌ها
| شم. کلی | شم. در فصل | عنوان                           | کارگردان       | نویسنده               | تاریخ انتشار اصلی | U.S. تعداد بیننده (میلیون) |
| ------- | ---------- | ------------------------------- | -------------- | --------------------- | ----------------- | -------------------------- |
| ۱       | ۱          | «Celebration»                   | Adam McKay     | Jesse Armstrong       | ۳ ژوئن ۲۰۱۸       | 0.582                      |
| ۲       | ۲          | «Shit Show at the Fuck Factory» | Mark Mylod     | Tony Roche            | ۱۰ ژوئن ۲۰۱۸      | 0.491                      |
| ۳       | ۳          | «Lifeboats»                     | Mark Mylod     | Jonathan Glatzer      | ۱۷ ژوئن ۲۰۱۸      | 0.605                      |
| ۴       | ۴          | «Sad Sack Wasp Trap»            | Adam Arkin     | Anna Jordan           | ۲۴ ژوئن ۲۰۱۸      | 0.543                      |
| ۵       | ۵          | «I Went to Market»              | Adam Arkin     | Georgia Pritchett     | ۱ ژوئیه ۲۰۱۸      | 0.583                      |
| ۶       | ۶          | «Which Side Are You On?»        | Andrij Parekh  | Susan Soon He Stanton | ۸ ژوئیه ۲۰۱۸      | 0.673                      |
| ۷       | ۷          | «Austerlitz»                    | Miguel Arteta  | Lucy Prebble          | ۱۵ ژوئیه ۲۰۱۸     | 0.626                      |
| ۸       | ۸          | «Prague»                        | S. J. Clarkson | Jon Brown             | ۲۲ ژوئیه ۲۰۱۸     | 0.637                      |
| ۹       | ۹          | «Pre-Nuptial»                   | Mark Mylod     | Jesse Armstrong       | ۲۹ ژوئیه ۲۰۱۸     | 0.558                      |
| ۱۰      | ۱۰         | «Nobody Is Ever Missing»        | Mark Mylod     | Jesse Armstrong       | ۵ اوت ۲۰۱۸        | 0.730                      |

## بازخورد
فصل اول با نقدهای مثبت منتقدان مواجه شد. در وب‌سایت جمع‌آوری نقد راتن تومیتوز، این فصل دارای رتبه‌بندی ۸۹ درصدی با میانگین امتیاز ۷.۹/۱۰، بر اساس ۸۹ بررسی است. اجماع انتقادی این وب‌سایت چنین می‌گوید: «جانشینی، کمدی الهی با قدرت مطلق و ناکارآمدی است که توسط گروهی ماجراجو جان تازه‌ای به ارمغان آورده است.» متاکریتیک که از میانگین وزنی استفاده می‌کند، امتیاز ۷۰ از ۱۰۰ را به این فصل اختصاص داده است.